# Szin
Szin ist eine ungarische Gemeinde im Kreis Edelény im Komitat Borsod-Abaúj-Zemplén.

## Geografische Lage
Szin liegt in Nordungarn, 45 Kilometer nordwestlich des Komitatssitzes Miskolc und 23 Kilometer nordwestlich der Kreisstadt Edelény an dem Fluss Jósva-patak. Nachbargemeinden sind Perkupa, Szinpetri, Szögliget und Varbóc.

## Geschichte
Im Jahr 1907 gab es in der damaligen Kleingemeinde 145 Häuser und 728 Einwohner auf einer Fläche von 3132  Katastraljochen. Sie gehörte zur damaligen Zeit zum Bezirk Torna im Komitat Abaúj-Torna.

## Sehenswürdigkeiten
- Reformierte Kirche, ursprünglich Anfang des 19. Jahrhunderts erbaut, 1863 durch einen Brand bis auf die Mauern zerstört, bald darauf wieder aufgebaut und 1894 wurde der Turm hinzugefügt. Die Orgel der Kirche wurde 1932 von Ottó Ringer gebaut
- Römisch-katholische Kirche Kisboldogasszony, erbaut 1902 mit einem Turm aus Holz

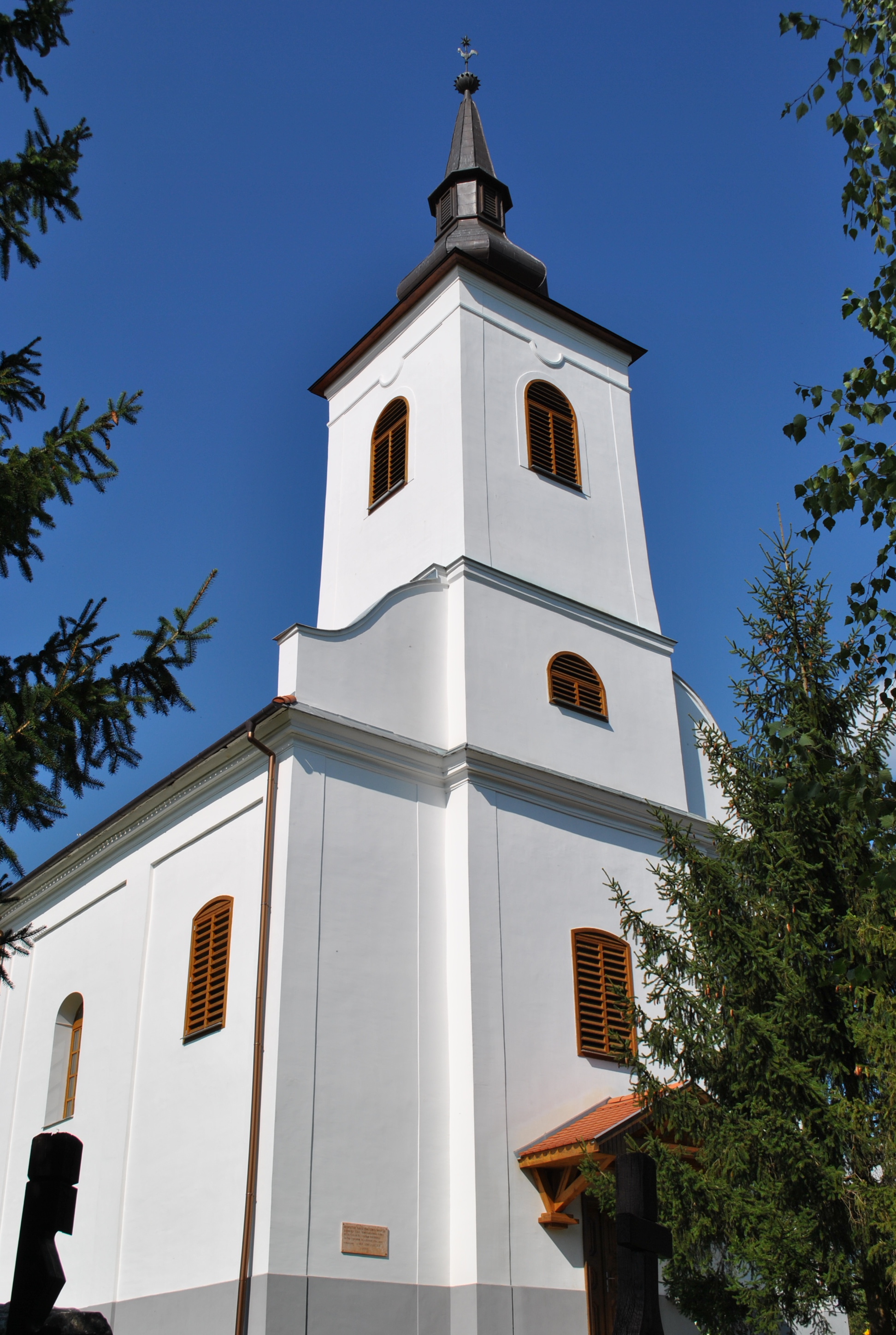
Reformierte Kirche

## Verkehr
Durch Szin verläuft die Landstraße Nr. 2603. Es bestehen Busverbindungen über Szinpetri und Jósvafő nach Aggtelek sowie zum nächstgelegenen Bahnhof Jósvafő-Aggtelek, der sich drei Kilometer südöstlich befindet.